# 亞軍
亞軍指在競賽中比較冠軍次一名的參與者。在文言文，亞字帶有次級的意思。例如，西周時代，有一職級稱為亞卿，就是比較正卿低一個級別；項羽稱范增為「亞父」，表示他比較生父次一級的意思。後來，人們就以亚军称呼比赛中的第二名。